# Яньжаньское побоище
Яньжаньское побоище — главное сражение Державы Хунну с Империей Хань, которое произошло в 90 году до н.э. Итоги сражения стали плачевными для китайцев, ведь в этом сражение они истощили все свои силы и не могли больше вести военные действия.

## Предыстория
Семь лет готовился У-ди к новой войне, семь лет изнемогала империя под тяжестью военных налогов. Наконец, в 90 году вновь сформированные войска выступили за границу. Главная армия вышла из Шофана (Ордос) и двинулась на север, чтобы ударить по центру хуннских кочевий. Она состояла из 70 тыс. конных воинов и находилась под командованием Ли Гуан-ли Эршис-кого. Ее сопровождало 100 тыс. пехоты, однако там было много прислуги, обоза и охраны обоза, которые не являлись боеспособными частями. Из крепости Яймыня, расположенной на востоке Великой стены, выступила армия из 30 тыс. конницы и 10 тыс. пехоты. Из области Цзюцюань (степь между Ордосом и Лобнором) вышло 40 тыс. всадников и направилось к Тяньшаню. Это было генеральное наступление, которое должно было определить, на чью сторону повернется победа.
Хулугу-шаньюй получил от своей разведки информацию о планируемом наступлении противника. Он отправил женщин и детей в тыл и призвал вассальные племена с Саянских гор и забайкальских степей для решительной битвы с исконным врагом.
К нему обратились енисейские динлины - рыжебородые великаны в деревянных доспехах с оружием "крайне острым". Ими командовал китайский перебежчик Вэй Люй, ближайший советник Цзюйдихэу-шаньюя. Ли Лин вел своих хагасов, татуированных с ног до головы, под расправленными знаменами. Из суровых степей Забайкалья пришли косоплеты-тоба, у которых "оружие... острее, а кони быстрее, чем у хуннов", а со склонов Хингана — воинственные сяньбийцы с длинными роговыми луками, искусные стрелки. На западе в поддержку хуннов поднялись Чеши (Турфан), недавно переданные Китаю отличавшиеся защитой от набегов шаньшаньцев. На Чеши также пришли китайские союзники из Западного края (Шаньшань, Халга-амань, Чагантунгйе и другие). Восточная Азия разделилась на два лагеря, и только Усунь не принимала активного участия в борьбе из-за внутренних противоречий между китаефилами и хуннофилами.
Несмотря на всеобщую мобилизацию, хунны испытывали трудности против китайцев. На западе против 40 тыс. китайцев хуннские хучжи-князья и великий Янькюй выставили лишь 20 тыс. хуннов и 3750 пеших чешисцев. На востоке против 30 тыс. всадников и 10 тыс. пехотинцев великий предводитель восточной армии имел всего 30 тыс. людей, включая вспомогательный отряд Ли Лина. Центральному командующему Ли Эршискому противостояли лишь 50 тыс. хуннов и динлинов. Однако, хоть хунны и численно уступали, их высокий боевой дух и кочевнические навыки делали их сильными противниками как для молодых воинов, так и для вельмож, которые вели битву из своих шелковых шатров. Ман Тун, китайский полководец, двигался на запад в Джунгарию, но хуннам удавалось избегать столкновений. Янькюй переместил свои войска вглубь тылов, и китайский удар остался без ответа. Блокированные Чеши капитулировали, и их владелец признал подчинение Китаю. Так завершились действия западной армии - результаты не оправдали затраты. Восточная армия, идя в степь и горы, потерпела неудачу, и китайская армия пришла обратно. В это время их атаковали хунны и хагасы. 9 дней китайцы продолжали отступать, теряя людей и провиант. Наконец, у реки Пуну (?) отбита последняя хуннская атака, и хунны оставили истощенную китайскую армию, которая отступила обратно в Китай. Проведенные фланговые операции не принесли успеха и не смогли изменить ход кампании.

## Яньжаньское побоище
Навстречу главной армии шаньюй направил западного великого Дуюя и Вэй Люя с динлинским отрядом, всего 5 тыс. человек. Китайские пограничные конники разгромили динлинов, и китайская армия успешно преследовала противника до берегов реки Селенга. В это решающее время в армию пришло известие из Китая, что семейство Ли Гуан-ли Эршиского арестовано и предано суду за предательство. Ли Гуан-ли знал, что судьба его печальна. В его армии были не только солдаты, но и офицеры, страдавшие от китайского правосудия. Один из них предупредил полководца, что если он вернется в Китай, то больше не увидит северных стран, и единственный шанс передать себя хуннам будет упущен. 
Ли Гуан-ли осознал риск, но не предал свое дело. Он решил доказать свою преданность двору и продолжил движение. У реки Чжигюй встретил 20-тысячную армию хуннов и, воспользовавшись численным превосходством, преследовал их. Но всем было ясно, что это лишь временное успех. Шаньюй получил подкрепление, а китайская армия была истощена. Некоторые члены военного совета попытались арестовать «главнокомандующего, который рискует жизнями солдат», но сговорщики были устранены. Тем не менее, Эршиский начал отступление. При этом 50 тыс. хуннов под командованием шаньюя окружили китайскую армию у горы Яньжань в Хангае. Во время ночи они выкопали глубокий ров перед фронтом китайцев и утром нанесли нападение с тыла. Паника охватила китайцев, и первым сдался верховный вождь Ли Гуан-ли. Вместе с ним погибла вся армия. Китаю потребовалось много времени, чтобы оправиться от этого удара. Больше сил для новой армии не было. Хунны расплатились за все прошлые обиды и снова стали господствовать в Восточной Азии.

## Значение Яньжаньского побоища
После Яньжаньского сражения умы китайцев были настолько потрясены, что много веков спустя великий китайский поэт Ли Бо написал стихотворение, посвятив ему. В этом произведении передается тревожное уныние, которое охватило Китай в 90 году до н.э. Это произведение привлекает своим живым и непосредственным отношением к событиям, дополняя сухую фактологию официальной хроники.